# Exetastes
Genre
Exetastes est un genre de guêpes parasitoïdes de la famille des Ichneumonidae.

## Classification
Le genre Exetastes est décrit en 1829 par le zoologiste allemand Johann Ludwig Christian Carl Gravenhorst (1777–1857).

## Répartition
Le genre Exetastes est un genre cosmopolite.

## Liste d'espèces
- Exetastes adpressorius
- Exetastes albiger Kriechbaumer, 1886[2]
- Exetastes albimarginalis Watanabe, 2020[2]
- Exetastes atrator (Förster, 1771)[2]
- Exetastes bimaculatus (Uchida, 1928)[2]
- Exetastes compressus Watanabe & Sheng, 2018[2]
- Exetastes crousae Kittel, 2016[2]
- Exetastes fornicator (Fabricius, 1781)[2]
- Exetastes fukuchiyamanus Uchida, 1928[2]
- Exetastes ichneumoniformis Gravenhorst, 1829[2]
- Exetastes ishikawensis Uchida, 1928[2]

### Espèces fossiles
Selon Paleobiology Database en 2022, les espèces fossiles référencées sont au nombre de quatre :
- †Exetastes areolus Zhang, 1989
- †Exetastes inveteratus Brues, 1910
- †Exetastes manchuricus Naora, 1933
- †Exetastes postornata Théobald, 1937

## Galerie

Quelques espèces vivantes du genre Exetastes.
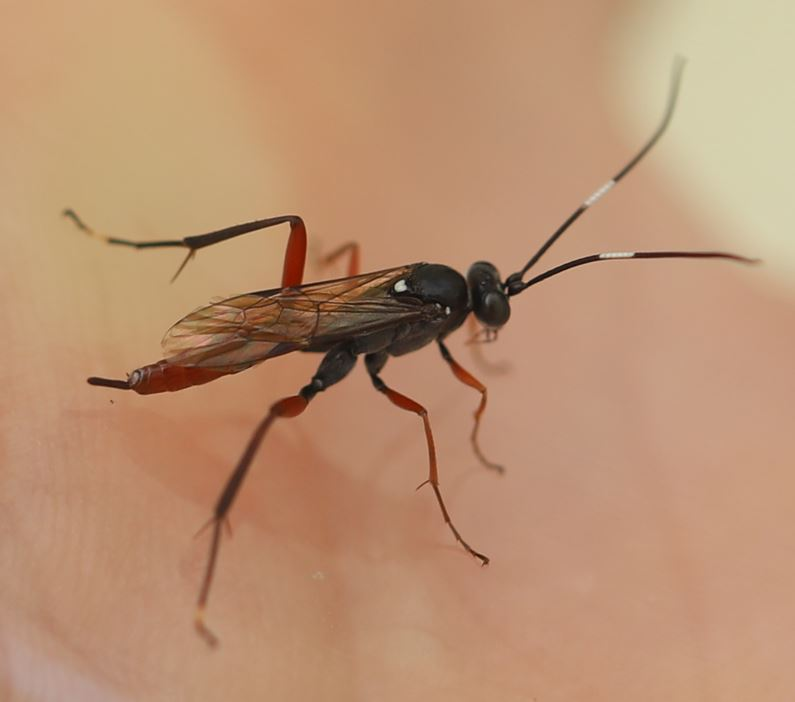
Exetastes adpressorius.
Exetastes atrator.
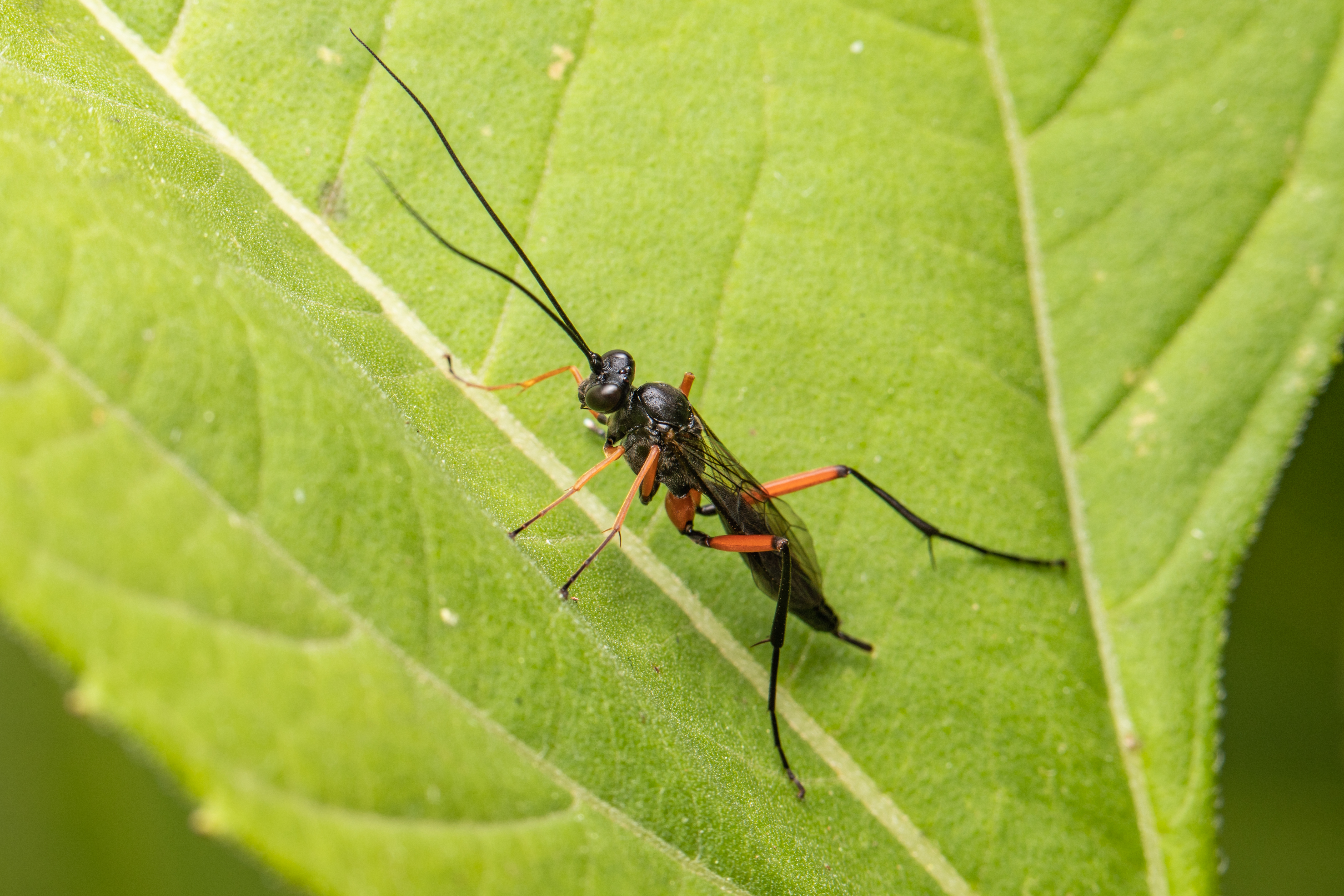
Exetastes calobatus femelle.